# Skamokawa (Washington)
Skamokawa es un área no incorporada ubicada en el condado de Wahkiakum en el estado estadounidense de Washington.

## Geografía
Skamokawa se encuentra ubicado en las coordenadas 46°17′15″N 123°27′19″O / 46.28750, -123.45528.